# Tratado de Belgrado

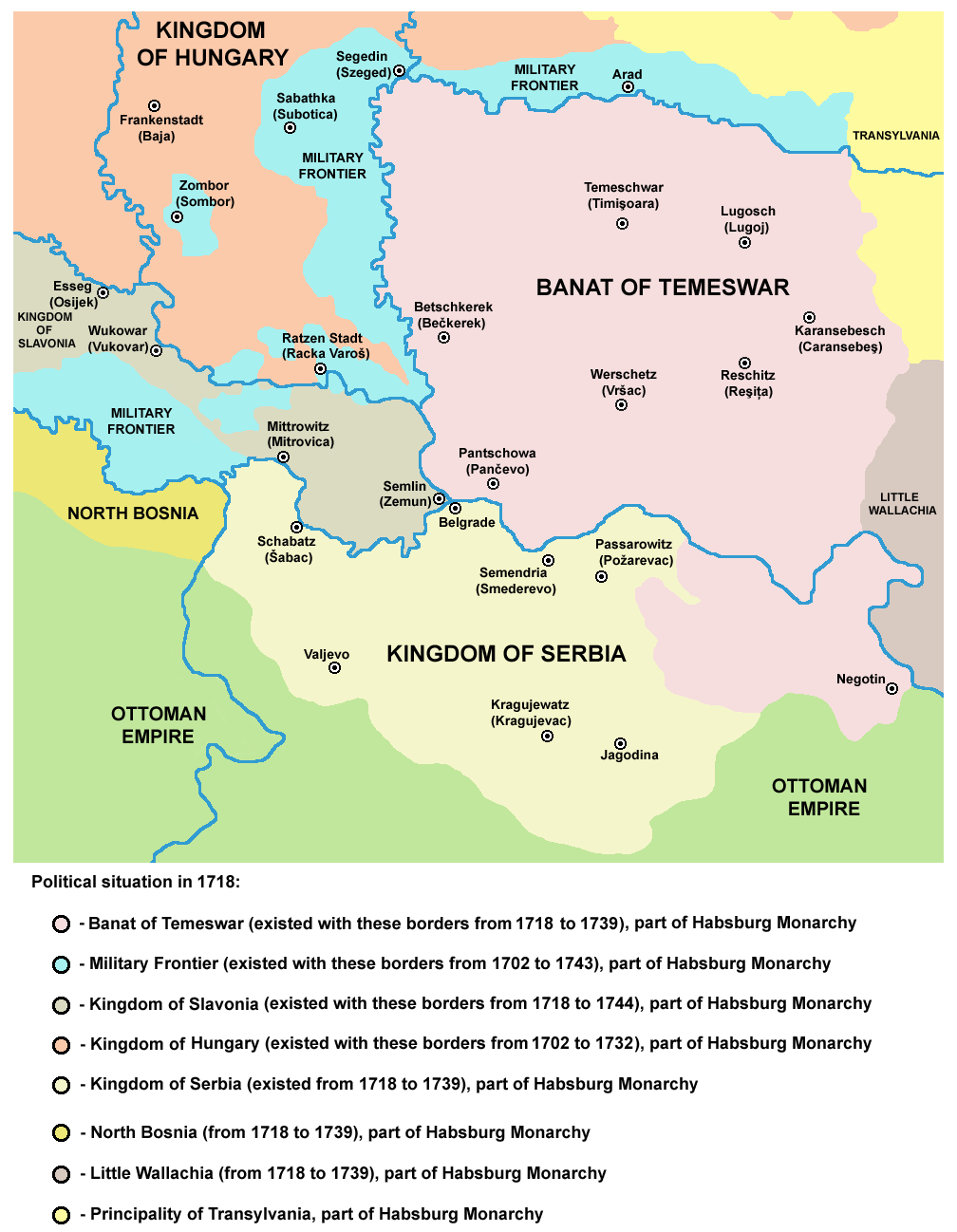
Situação política antes da guerra 1737-1739

O Tratado de Belgrado, também conhecido como a Paz de Belgrado, foi o tratado de paz assinado em 18 de setembro de 1739 em Belgrado, Reino Habsburgo da Sérvia (hoje Sérvia), pelo Império Otomano de um lado e a monarquia de Habsburgo do outro, que terminou a Guerra Austro-Turca (1737-39). Também reconheceu Circassia, particularmente sua metade oriental Kabardia, como uma nação independente pela primeira vez pelos países europeus.

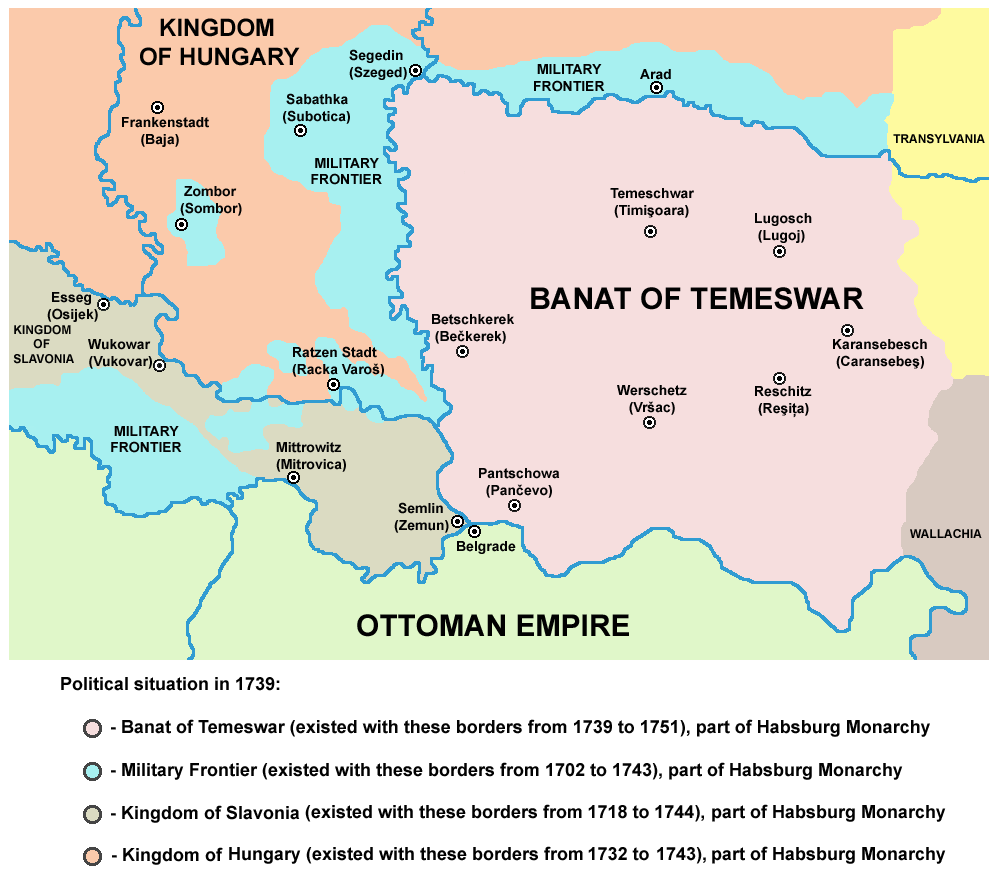
Situação política em 1739, após o Tratado de Belgrado

## O tratado
Este tratado pôs fim às hostilidades da Guerra Austro-Russo-Turca de cinco anos (1735-39), na qual os Habsburgos se juntaram à Rússia Imperial em sua luta contra os otomanos. A Áustria foi derrotada pelos turcos em Grocka e assinou um tratado separado em Belgrado com o Império Otomano em 21 de agosto, provavelmente alarmada com a perspectiva de sucesso militar russo. Com o Tratado de Belgrado, os Habsburgos cederam o Reino da Sérvia com Belgrado, a parte sul do Banat de Temeswar e norte da Bósnia aos otomanos, e o Banat de Craiova (Oltênia), conquistado pelo Tratado de Passarowitz em 1718, à Valáquia (um súdito otomano), e estabeleceu a linha de demarcação para os rios Sava e Danúbio. A retirada dos Habsburgos forçou a Rússia a aceitar a paz na Guerra Russo-Turca, 1735-1739 com o Tratado de Niš, pelo qual foi permitido construir um porto em Azov, ganhando uma posição no Mar Negro.
O Tratado de Belgrado efetivamente acabou com a autonomia do Reino da Sérvia, que existia desde 1718. Este território aguardaria a próxima guerra Habsburgo-Otomana para ser temporariamente novamente incluído na monarquia dos Habsburgos em 1788 com a ajuda de Koča Anđelković.
O tratado também é notável por ser um dos últimos tratados internacionais a ser escrito em latim.
O tratado reconheceu Circassia, particularmente sua metade oriental Kabardia, como uma nação independente pela primeira vez pelos países europeus.